# Szolnoki Mária
Szolnoki Mária (Budapest, 1947. június 16. –) olimpiai ezüstérmes, világbajnok magyar tőrvívó.

## Pályafutása
Az 1972-es müncheni olimpián a magyar női tőrcsapattal ezüstérmet szerzett, egy évvel később a göteborgi világbajnokságon aranyérmet szerzett.